# Jan Zeman
Jan Zeman (11. prosince 1906 – 23. července 1969) byl český lékař a jedna z vůdčích postav hnutí otevřených bratří (v ČR působících pod názvem Křesťanské sbory).
Dětství prožil ve Vídni, kde se ve třinácti letech obrátil na víru. Univerzitní studia absolvoval v Brně. Ve sborech se věnoval činnosti kazatelské, překladatelské a vydavatelské.
Roku 1955 byl zatčen a nakrátko uvězněn za spáchání trestného činu maření dozoru nad církvemi a náboženskými společnostmi, protože vykonával duchovní činnost bez státního svolení. Po propuštění z vězení nesměl pracovat jako lékař.